# سیارک ۴۱۴۱
سیارک ۴۱۴۱ (به انگلیسی: 4141 Nintanlena، نامگذاری:1978PG3) چهار هزار و صد و چهل و یکمین سیارک کشف شده‌است که در ۸ اوت ۱۹۷۸ کشف شد.
قدر مطلق سیارک برابر ۱۲٫۶۰ است.